# Харви Крампет
«Харви Крампет» (англ. Harvie Krumpet) — пластилиновый короткометражный мультфильм независимого австралийского аниматора Адама Эллиота.
Работа получила большое количество наград, в том числе премию «Оскар» за «лучший анимационный короткометражный фильм».

## Сюжет
Харвек Милош Крумпецки родился в Польше в 1922 году. Его отец был дровосеком, а мать работала на шахте. У неё также были некоторые психические проблемы, она разговаривала с несуществующими людьми. Позже выяснилось, что у самого Харвека синдром Туретта. В школе его обижали другие дети, потому что считали странным. Мама забрала его из школы и стала обучать дома сама. Поскольку она не была образованной, то обучала его просто различным жизненным «фактам». Когда Харвек вырос, он пошёл по стопам отца и стал дровосеком. Однажды Харвек ушёл из дома в лес с палаткой, чтобы в одиночестве подумать о жизни и о своём будущем. Когда Харвек вернулся домой, то обнаружил, что его дом сгорел, а престарелые родители замёрзли на улице.
Когда Германия напала на Польшу и началась Вторая мировая война Харвек Крумпецкий бежал на корабле в Австралию. Там он изменил своё имя на Харви Крампет. Харви снимал дом вместе с другими иммигрантами и работал на различных низкооплачиваемых работах. Во время работы на свалке его избил другой рабочий и Харви пришлось поставить в голову металлическую пластину. В другой раз он попал в больницу, когда в него ударила молния, а позже из-за курения у него развилась астма. Однажды, когда Харви сидел в парке, с ним заговорила статуя Горация. Статуя сказала ему «жить настоящим и ловить момент». Харви преобразился услышав эти слова. Он полностью изменил свою жизнь: примкнул к нудистам, стал вегетарианцем и вступил в общество защиты животных. Однако полноценно жить Харви мешали преследующие его проблемы со здоровьем. У него образовался рак яичка, из-за чего он опять оказался в больнице. Там он познакомился с медсестрой по имени Валери. Вскоре они поженились и усыновили девочку Руби у которой были проблемы с руками («эффект Талидомида»).
Прошло много лет. Руби, которая была в школе отличницей, переехала в Америку, где открыла свою адвокатскую контору. Валери вскоре умерла от кровоизлияния в мозг. Харви, оставшись опять один, стал отшельником. Позже он перебрался в дом престарелых. Его синдром Туретта с возрастом прогрессировал и он даже подумывал о самоубийстве, но в итоге решил наслаждаться временем, которое у него осталось.

## Роли озвучивали
- Джон Флаус — Харви Крампет
- Джеффри Раш — рассказчик
- Джули Форсайт — Лиллиана Крумпецки
- Камал — статуя Горация

## Производство
По словам Адама Эллиота отчасти история рассказанная в мультфильме автобиографична, отчасти основа на других знакомых ему людях. Создание мультфильма обошлось в A$377,000. Финансирование было разделено между тремя компаниями: SBS Independent, Australian Film Commission и Film Victoria. Съёмки проходили в Мельбурне и длились 15 месяцев в период с октября 2001 года по январь 2003 года. Производство началось в гараже Эллиота и впоследствии проходило на трёх разных студиях. Всего было отснято около 45-50 минут, которые позже были перемонтированы в 22 минутный мультфильм.

## Выпуск и приём
Премьера мультфильма «Харви Крампет» состоялась на Международном фестивале анимационных фильмов в Анси в июне 2003 года, где он выиграл три из четырёх основных наград фестиваля. Австралийская премьера прошла в том же году на Мельбурнском международном кинофестивале, где «Харви Крампет» получил приз в номинации «лучший короткометражный фильм». В 2003—2004 годах мультфильм был показан на более чем 100 фестивалях по всему миру и завоевал 40 наград. На 76-й премии Оскар в 2004 году мультфильм получил статуэтку в номинации «лучший анимационный короткометражный фильм», а в Австралии он выиграл приз за «лучший анимационный короткометражный фильм» на 45-й премии AACTA Awards и приз за «лучшую анимацию» на фестивале Inside Film Awards.
Роб Маки поставил мультфильму 4 из 5 звёзд в своей рецензии для The Guardian, описав его как «сделанный с любовью и ужасно забавный». Саша Молиториш из The Sydney Morning Herald описал мультфильм как «весёлый, трогательный и замечательный». Он высоко оценил «дотошное внимание Эллиота к деталям и любовь к его персонажам».